# Ворью
Ворью (устар. Ворь-Ю) — река в России, протекает в Сыктывдинском районе Республике Коми.
Вытекает из болота Ворьюйыл. Течёт сначала за северо-запад, потом поворачивает на юго-запад. Устье реки находится в 65 км по правому берегу реки Лопъю. Длина реки составляет 26 км.
Населённых пунктов на берегах реки нет. Протекает в 2 км севернее урочища Ворью.

## Данные водного реестра
По данным государственного водного реестра России относится к Двинско-Печорскому бассейновому округу, водохозяйственный участок реки — Вычегда от истока до города Сыктывкар, речной подбассейн реки — Вычегда. Речной бассейн реки — Северная Двина.
Код объекта в государственном водном реестре — 03020200112103000019911.